# Jiang Yanyong
Jiang Yanyong (chin. 蔣彥永, vereinfacht 蒋彦永, Hanyu Pinyin: Jiǎng Yànyǒng, Wade-Giles: Chiang Yen-yung; * 4. Oktober 1931 in Hangzhou; † 11. März 2023) war ein chinesischer Arzt, der eine Enthüllungsgeschichte über die SARS-Epidemie in China veröffentlichte. Jiang war Chefarzt im Militärkrankenhaus 301 in Peking und langjähriges Mitglied der Kommunistischen Partei Chinas.

## Leben
1989 war Jiang Chefarzt des Militärkrankenhauses 301 in Peking. Als Sanitätsoffizier stand er im Rang eines Generalmajors der Volksbefreiungsarmee. In dieser Funktion erlebte er die Auswirkungen des Tian’anmen-Massakers auf die Studenten.
Ende 2002/Anfang 2003, als das SARS-Virus sich in China ausbreitete, verringerte die chinesische Regierung die Zahl der Infizierten in öffentlichen Meldungen drastisch. Am 4. April 2003 schickte Jiang eine E-Mail mit 800 Wörtern an China Central Television-4 und PhoenixTV (Hongkong), die den Sachverhalt schilderte. Keiner der beiden Sender antwortete auf das Schreiben oder veröffentlichte die Informationen. Dennoch gelangten die Informationen zu westlichen Medien. Am 8. April 2003 konnte ein Journalist des Wall Street Journals Jiang am Telefon interviewen. Später am Tag sprach Susan Jakes vom Time Magazine ebenfalls mit Jiang. Dieses Gespräch führte zu einer schnellen Veröffentlichung unter dem Titel Beijing's SARS Attack (Pekings SARS-Angriff). In diesem Artikel wurde eine englische Übersetzung von Jiangs E-Mail veröffentlicht, und erstmals gelangte die tatsächliche Situation in China an die Öffentlichkeit. In der Folge traten der Bürgermeister von Peking sowie der chinesische Gesundheitsminister am 21. April 2003 zurück und die Regierung begann, sich mit der sich ausbreitenden Epidemie auseinanderzusetzen. Viele Gesundheitsexperten sind der Meinung, dass dies dazu führte, dass SARS sich nicht zur Pandemie entwickeln konnte.
Im Februar 2004 schrieb Jiang einen offenen Brief an den Ministerpräsidenten der Volksrepublik China, Wen Jiabao, seine Stellvertreter, das Politbüro der Kommunistischen Partei Chinas und zahlreiche weitere Regierungsmitglieder. In dem Brief forderte er, die Verantwortung für das Tian’anmen-Massaker von 1989 erneut zu untersuchen. Einige Medien berichteten, dass der hohe Rang Jiangs zu Diskussionen im Politbüro führte, was mit ihm zu tun sei.
Am 2. Juni 2004, zwei Tage vor dem 15. Jahrestag des Massakers, berichtete Jiangs Familie in Kalifornien, dass er und seine Frau durch das Militär verhaftet worden seien. Am 15. Juni 2004 kam Hua Zhongwei, Jiangs Ehefrau, frei. Am 19. Juli 2004 wurde Jiang entlassen.
Jiang Yanyong verstarb am 11. März 2023 im Alter von 91 Jahren.

## Auszeichnungen
- 2004: Ramon-Magsaysay-Preis für Leistungen in der öffentlichen Verwaltung
- 2007: The Heinz R. Pagels Human Rights of Scientists Award der New York Academy of Sciences